# Bewcastle
Bewcastle est un civil parish britannique de la cité de Carlisle (centrée sur Carlisle), dans le comté de Cumbria en Angleterre. Lors du recensement de 2001, elle comptait 411 habitants.

## Géographie

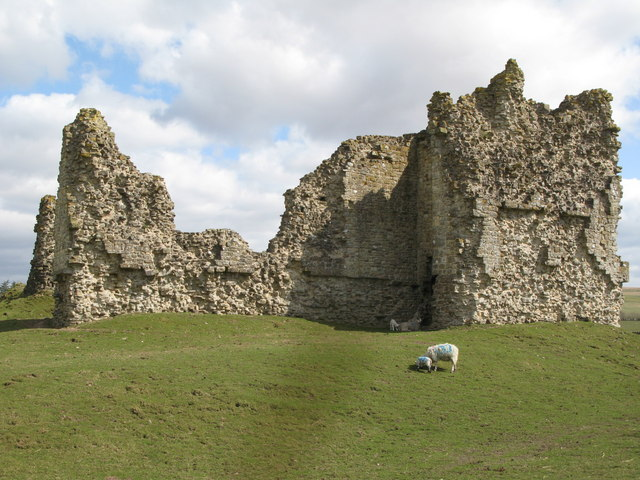
Le château de Bewcastle

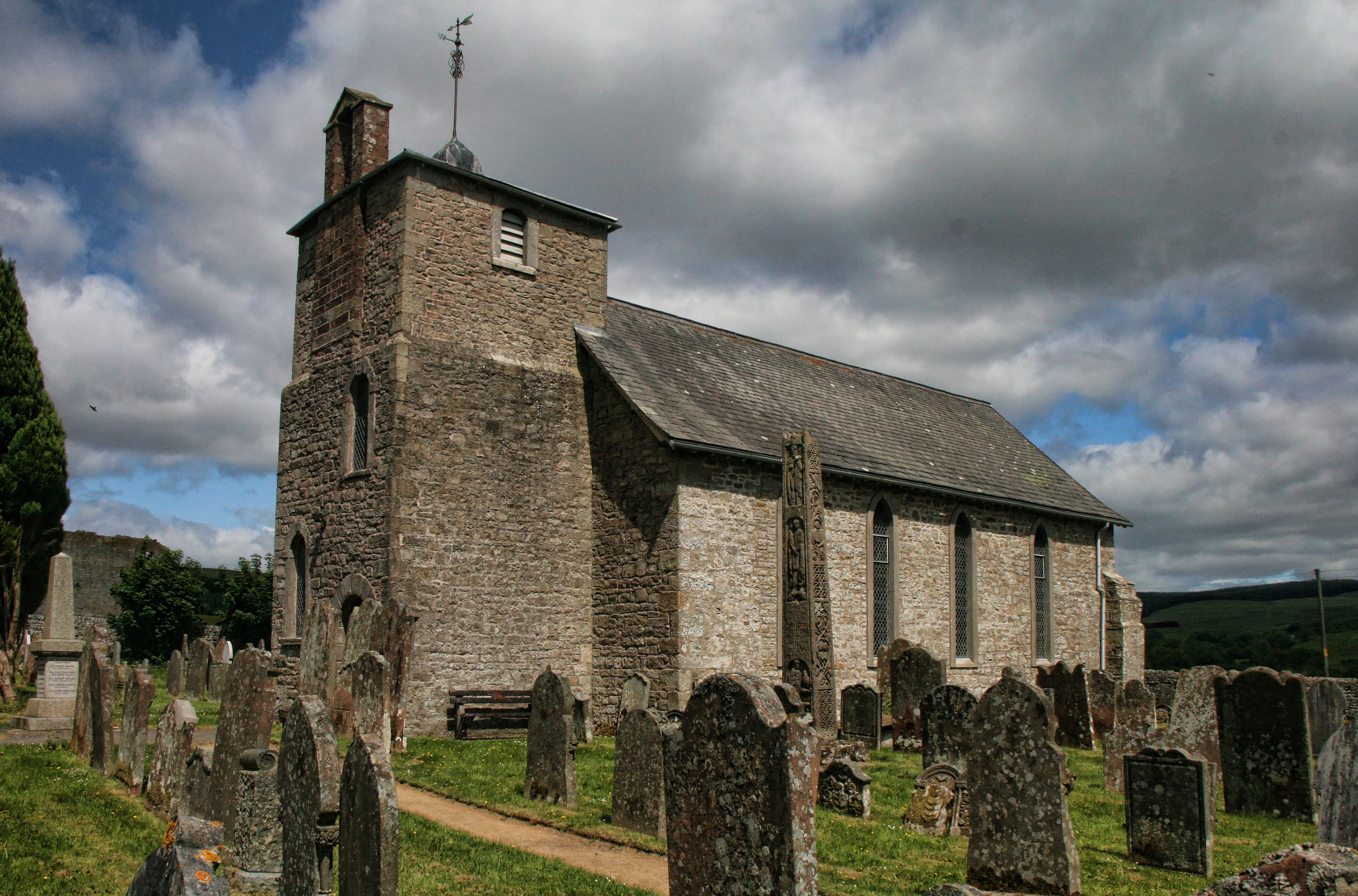
L’église Saint-Cuthbert

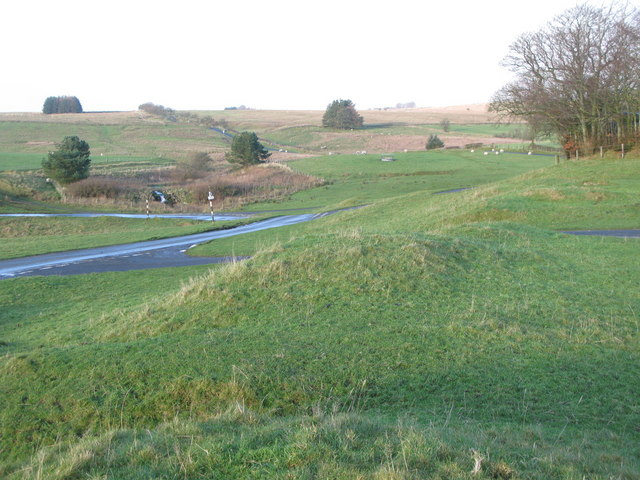
L’emplacement de l’ancien camp romain.

La paroisse inclut les hameaux de Roadhead, Shopford, Blackpool Gate, Roughsike et The Flatt. Le nord de la paroisse borde l’Écosse.

## Monuments
Son territoire inclut les châteaux de Bewcastle et d’Askerton.
Un fort hexagonal a été construit par les Romains, identifié comme le Fanum Cocidi, en bois et terre à l'origine.  Le fort a ensuite été reconstruit en pierre. Une grande partie de la pierre a été utilisée pour édifier le château normand dans le périmètre nord du fort. Les ruines du château ont été récemment consolidées par English Heritage et sont accessibles gratuitement au public.
La croix de Bewcastle se trouve dans le cimetière de l’église Saint-Cuthbert, dédiée à Cuthbert de Lindisfarne ; c’est une haute croix érigée par les Anglo-Saxons. Le cadran solaire qui est tracé dessus est le plus ancien de Grande-Bretagne.

## Toponymie
L’origine du nom « Bewcastle » vient de son appellation à l’époque romaine : « bothy/booth caster ». Avant la découverte de certains documents anciens[évasif], on l’associait au personnage semi-mythologique Bueth, en raison de son lien avec les barons de Gilsland[précision nécessaire] ; cependant, Bewcastle était hors de la baronnie, et il parait « impossible » que ce soit l’origine du nom.

## Personnalités
Deux frères de la famille Armstrong, Joseph (1816-1877) et George (1822-1901) (en), nés à Bewcastle, sont devenus ingénieurs ferroviaires, participant à l’aventure de la compagnie Great Western Railway.

## Informations externes
- (en) Site officiel
- (en) Toponymie

### Sources
1. ↑  « 'Bewcastle' », The Cumberland News supplement,‎ 6 juin 2014.
2. ↑  Ó Carragaáin 2007.
3. ↑  The Place Names of Cumberland, 1950.
4. ↑  Marshall 1978, p. 13–14.